# District de Salzbourg-Umgebung
Le district de Salzbourg-Umgebung est une subdivision territoriale du land de Salzbourg en Autriche.

## Géographie

### Lieux administratifs voisins
| Arrondissement d'Altötting (Bavière)              | District de Braunau (Haute-Autriche) |                                          |
| Arrondissement du Pays-de-Berchtesgaden (Bavière) |                                      | District de Vöcklabruck (Haute-Autriche) |
|                                                   | District de Hallein                  | District de Gmunden (Haute-Autriche)     |

## Communes

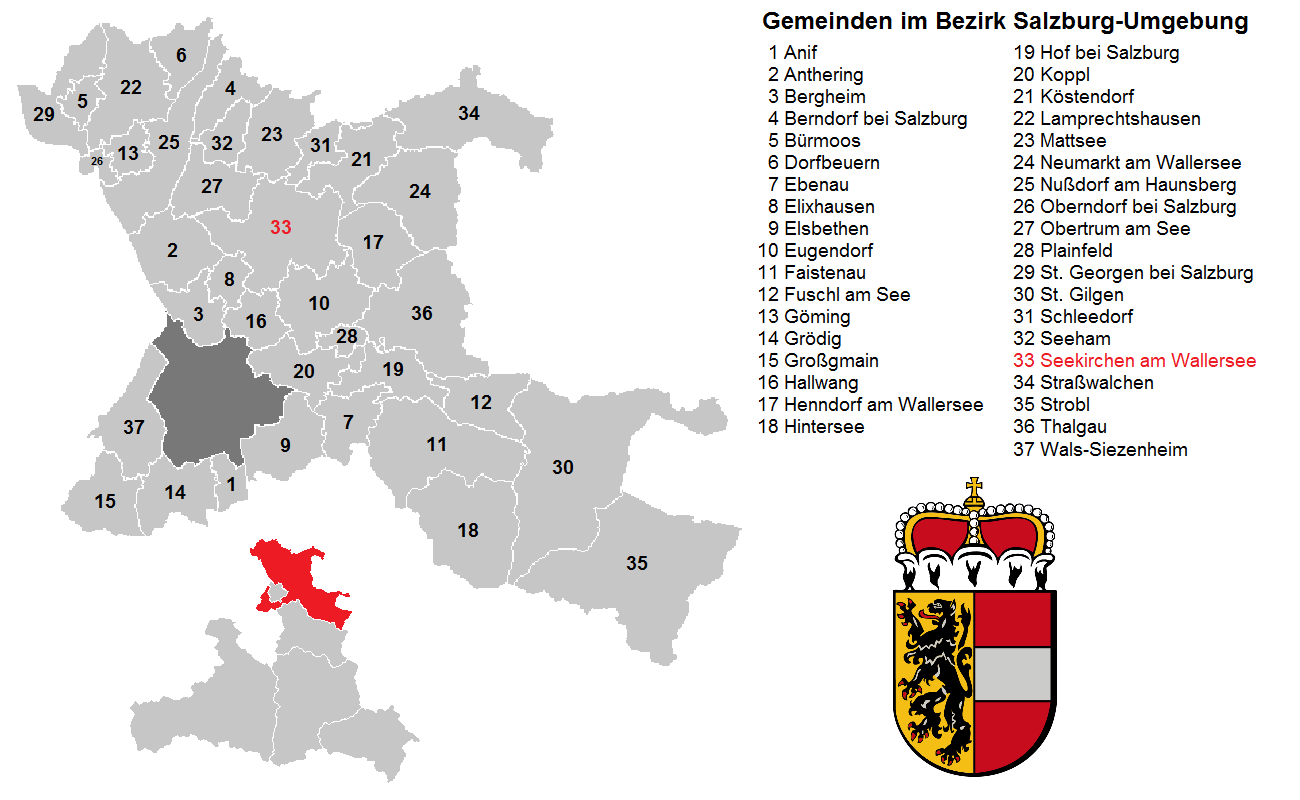
Carte des communes du district de Salzbourg-Umgebung

Le district de Salzbourg-umgebung est subdivisé en 37 communes :
- Anif
- Anthering
- Bergheim
- Berndorf bei Salzburg
- Bürmoos
- Dorfbeuern
- Ebenau
- Elixhausen
- Elsbethen
- Eugendorf
- Faistenau
- Fuschl am See
- Göming
- Grödig
- Grossgmain
- Hallwang
- Henndorf am Wallersee
- Hintersee
- Hof bei Salzburg
- Koppl
- Köstendorf
- Lamprechtshausen
- Mattsee
- Neumarkt am Wallersee
- Nußdorf am Haunsberg
- Oberndorf bei Salzburg
- Obertrum
- Plainfeld
- St. Georgen bei Salzburg
- St. Gilgen
- Schleedorf
- Seeham
- Seekirchen am Wallersee
- Strasswalchen
- Strobl
- Thalgau
- Wals-Siezenheim